# Eulasia corniculata
Eulasia corniculata es una especie de coleóptero de la familia Glaphyridae.

## Distribución geográfica
Su hábitat principal es en regiones que comprenden al actual país Turquía, si bien puede encontrarse en otros países, pero en menor proporción.

## Especies
Incluye las siguientes especies:
- Eulasia aegyptiaca
- Eulasia analis
- Eulasia anemurensis
- Eulasia arctos
- Eulasia aurantiaca
- Eulasia azarbaijanica
- Eulasia baumanni
- Eulasia bicolor
  - Eulasia bicolor bicolor
  - Eulasia bicolor dichroa
- Eulasia bodemeyeri
- Eulasia bombyliformis
  - Eulasia bombyliformis athenae
  - Eulasia bombyliformis bombyliformis
  - Eulasia bombyliformis pygidialis
- Eulasia bombylius
- Eulasia carinata
- Eulasia chalybaea
  - Eulasia chalybaea chalybaea
- Eulasia corniculata
- Eulasia cornifrons
- Eulasia diadema
- Eulasia dilutipennis
- Eulasia eiselti
- Eulasia ernae
- Eulasia fastuosa
- Eulasia genei
- Eulasia goudoti
  - Eulasia goudoti goudoti
  - Eulasia goudoti lajonquierei
  - Eulasia goudoti pardoi
- Eulasia harmonia
- Eulasia hybrida
- Eulasia japhoensis
- Eulasia jordanica
- Eulasia korbi
- Eulasia kordestana
- Eulasia kuschakewitschi
- Eulasia montana
- Eulasia naviauxi
- Eulasia nitidicollis
- Eulasia nitidinatis
- Eulasia palmyrensis
- Eulasia papaveris
- Eulasia pareyssei
- Eulasia persidis
- Eulasia pietschmanni
- Eulasia praeusta
- Eulasia pulchra
  - Eulasia pulchra kurdistana
  - Eulasia pulchra pulchra
- Eulasia rapillyi
- Eulasia regeli
- Eulasia saccai
- Eulasia speciosa
- Eulasia straussi
- Eulasia vittata
  - Eulasia vittata lineata
  - Eulasia vittata persica
- Eulasia zaitzevi